# Hillebrand van der Aa (pittore morto 1742)
Hillebrand van der Aa (... – Leida, 4 gennaio 1742) è stato un pittore e illustratore olandese.

## Biografia
Si ritiene fosse imparentato con lo scultore Boudewyn Pieterszoon van der Aa e dei suoi figli: l'omonimo Hillebrand, Pieter e Pieter Boudewyn. Dapprima apprendista nel commercio di libri, il suo talento artistico gli valse, nel 1707, l'ammissione alla gilda dei pittori di Leida.